# Escola sem Partido

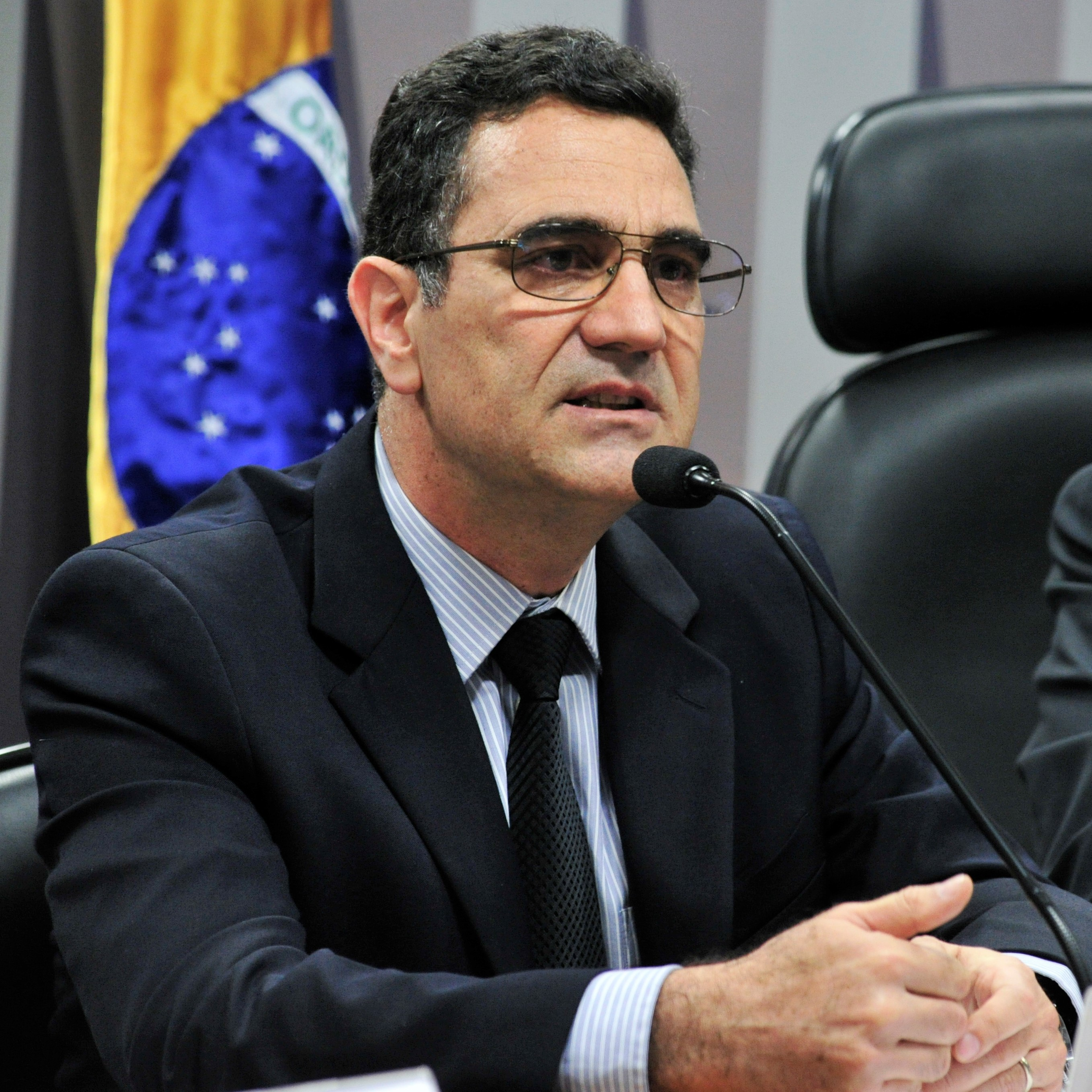
Miguel Nagib, creador de Escola sem Partido.

Escola sem Partido (portugués para escuela no partidista) es un movimiento político en Brasil destinado a frenar lo que sus partidarios perciben como adoctrinamiento ideológico en escuelas y universidades.
El movimiento comenzó en 2004, cuando el abogado Miguel Nagib creó un sitio web donde los padres podían publicar quejas de maestros y profesores que supuestamente adoctrinaban políticamente a sus hijos. Desde entonces, se han presentado varias propuestas y proyectos de ley a nivel nacional inspirados en el concepto de «Escola sem Partido», uno de los cuales fue aprobado en el estado de Alagoas en 2016. Un proyecto de ley federal, el proyecto de ley n.º 193, fue presentado en 2016 por el senador Magno Malta.
El movimiento ha ganado fuerza en 2018, con la elección de Jair Bolsonaro como presidente. Bolsonaro es partidario de la Escola sem Partido, al igual que su exministro de Educación, Ricardo Vélez Rodríguez.
Los opositores a la Escola sem Partido dicen que las propuestas del movimiento restringirían la libertad de expresión en el aula y dañarían el pensamiento crítico. La diputada federal Erika Kokay sugirió que un proyecto de ley de la Escola sem Partido convertiría a los maestros en «enemigos de la nación». En noviembre de 2018, la Campaña Mundial por la Educación emitió una moción en la que criticaba a la Escola sem Partido.